# Laurent Fabius
Laurent Fabius (* 20. srpen 1946 Paříž) je francouzský politik, bývalý premiér a ministr, od roku 2016 předseda Ústavní rady. Je představitelem Socialistické strany, kterou v letech 1992–1993 také vedl.

## Život
Narodil se v západní Paříží. Oba jeho rodiče byli původem židé z východní Evropy, kteří konvertovali ke katolické víře. Do Socialistické strany (francouzsky: Parti socialiste) vstoupil v roce 1974. Politickou kariéru začínal jako ředitel úřadu vlády Françoise Mitterranda v roce 1979. V letech 1984–1986, v éře prezidenta Françoise Mitterranda, byl francouzským premiérem (nejmladším v historii Páté republiky, do funkce nastoupil ve 37 letech). Zastával také řadu dalších vládních funkcí. V letech 1984–1986 a opětovně 2000–2002 působil jako ministr financí, v letech 1981–1983 jako ministr rozpočtu, v období 1983–1984 jako ministr průmyslu a v letech 2012–2016 také jako ministr zahraničních věcí. V letech 1988–1992 a znovu 1997–2000 byl předsedou Národního shromáždění. Roku 2016 ho prezident François Hollande jmenoval členem Ústavní rady a následně se stal jejím předsedou.

## Vyznamenání
| Stát               | Stuha | Název                                                                                       | Datum udělení   |
| ------------------ | ----- | ------------------------------------------------------------------------------------------- | --------------- |
| Francie            |       | velkokříž Národního řádu za zásluhy                                                         | 1984            |
| Francie            |       | velkodůstojník Řádu čestné legie                                                            | 2017            |
| Itálie             |       | velkokříž Řádu zásluh o Italskou republiku                                                  | 29. ledna 1990  |
| Norsko             |       | velkokříž Norského královského řádu za zásluhy                                              | 1995            |
| Polsko             |       | velkokříž Řádu za zásluhy Polské republiky                                                  | 1991            |
| Polsko             |       | velkodůstojník Řádu znovuzrozeného Polska                                                   | 2012            |
| Portugalsko        |       | velkokříž Řádu prince Jindřicha                                                             | 31. října 1987  |
| Rakousko           |       | velká čestná dekorace ve zlatě na stuze Čestného odznaku Za zásluhy o Rakouskou republiku   | 1984            |
| Rakousko           |       | velká čestná dekorace ve stříbře na stuze Čestného odznaku Za zásluhy o Rakouskou republiku | 1982            |
| Rumunsko           |       | velkokříž Řádu rumunské hvězdy                                                              | 1999            |
| Spojené království |       | čestný rytíř-komandér Řádu svatého Michala a svatého Jiří                                   | 2014            |
| Španělsko          |       | velkokříž Řádu Isabely Katolické                                                            | 23. března 2015 |
|                    |       |                                                                                             |                 |
| Québec             |       | důstojník Národního řádu Québecu                                                            | 1986            |